# مطار فيلنيوس
مطار فيلنيوس الدولي (بالليتوانية: Vilniaus oro uostas) (إياتا: VNO، إيكاو: EYVI) يقع في مدينة فيلنيوس عاصمة ليتوانيا، حيث يبعد 5.9 كم إلى ناحية الجنوب من المدينة. يعتبر المطار أكبر مطار من أصل أربعة مطارات تجارية في ليتوانيا حسب عدد المسافرين. يعد المطار اليوم واحداً من أسرع المطارات نموا في أوروبا. يحتوي المطار على مدرج واحد، ويقدر عدد المسافرين حوالي 2.9 مليون مسافر سنوياً. يعمل مطار فيلنيوس الدولية بمثابة قاعدة لويز للطيران، وخطوط سمول بلانت، ورايان إير كذلك.

## شركات الطيران والوجهات

### الركاب

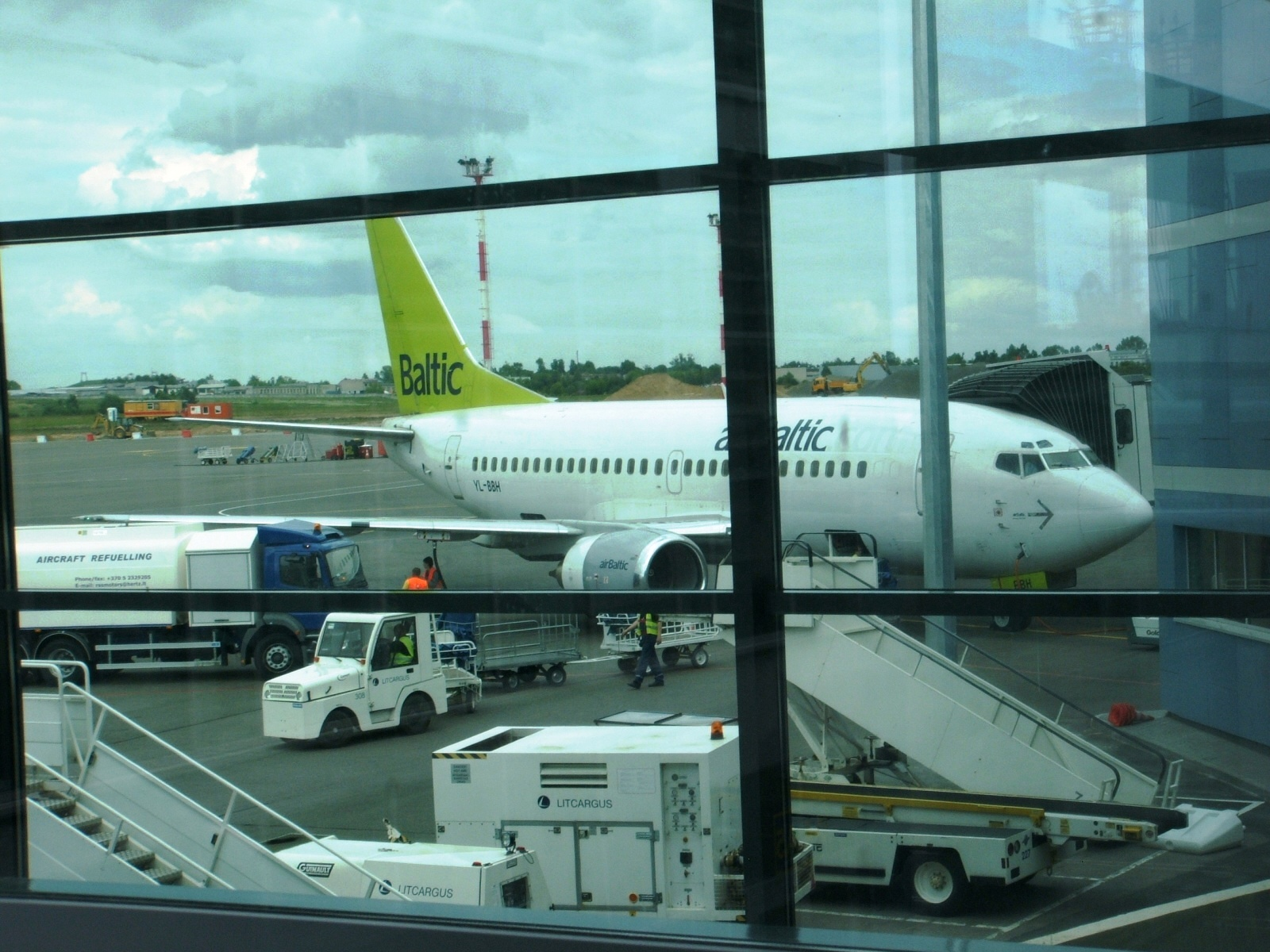
طائرة بوينج 737 تابعة لشركة طيران البلطيق في مطار فيلنيوس.

| شركـات طيـران                   | الوجهات |
| ------------------------------- | --- |
| طيران البلطيق                   | مطار سخيبول أمستردام، مطار برلين براندنبرغ، مطار بروكسل الدولي (تستأنف 30 أكتوبر 2023)، مطار مالقة الدولي، مطار ميونخ الدولي، مطار باريس شارل ديغول، مطار ريغا الدولي، مطار تالين موسمي: مطار دبي الدولي (تبدأ في 1 نوفمبر 2023)، مطار دوبروفنيك، مطار كناريا الكبرى (تبدأ في 2 ديسمبر 2023)، مطار هامبورغ، مطار كاندية الدولي ‏، مطار نيس كوت دازور، مطار ميورقة، مطار تينيريفي الجنوبي (تبدأ في 31 أكتوبر 2023)، مطار تورينو (تبدأ في 23 ديسمبر 2023) |
| الخطوط الجوية النمساوية         | موسمي: مطار فيينا الدولي |
| Avion Express                   | موسمي عارض: مطار أنطاليا، مطار برشلونة الدولي، Burgas، مطار كاتانيا-فونتاناروسا، مطار النفيضة الحمامات الدولي، مطار فارو، مطار كريستيانو رونالدو، مطار غازي باشا، Heraklion، مطار الغردقة الدولي، Lamezia Terme ‏، مطار مالقة الدولي، Rhodes، مطار شرم الشيخ الدولي، مطار تينيريفي الجنوبي، Tivat، Varna |
| خطوط بروكسل الجوية              | موسمي: مطار بروكسل الدولي |
| Buzz                            | موسمي عارض: مطار تيرانا الدولي |
| Enter Air                       | موسمي عارض: مطار كريستيانو رونالدو |
| فين إير                         | مطار هلسنكي فانتا |
| Freebird Airlines               | موسمي عارض: مطار أنطاليا |
| GetJet Airlines                 | موسمي عارض: مطار أنطاليا، مطار باطومي الدولي، مطار ميلاس بودروم، Burgas، مطار غازي باشا، مطار كاندية الدولي ‏، مطار الغردقة الدولي، مطار ميورقة، مطار شرم الشيخ الدولي، Varna |
| خطوط لوت الجوية البولندية       | مطار لندن سيتي، مطار وارسو فريدريك شوبان موسمي عارض: Kavala (تبدأ في 11 يونيو 2023) |
| لوفتهانزا                       | مطار فرانكفورت |
| آير شاتل النرويجية              | Oslo، مطار ستوكهولم أرلاندا |
| رايان إير                       | مطار برشلونة الدولي، مطار بوفيه - تيه، مطار أوريو أل سيريو، مطار برلين براندنبرغ، Billund، مطار بريمن، مطار دبلن الدولي، مطار آيندهوفن، مطار لندن لوتن، مطار لندن ستانستد، مطار مالطا الدولي، مطار نورمبرغ، Oslo، مطار ليوناردو دا فينشي، مطار بن غوريون الدولي، مطار تريفيزو، مطار تورينو، مطار فيينا الدولي موسمي: مطار أثينا الدولي، Corfu، مطار فرانكفورت هان، Varna                                                                               |
| الخطوط الجوية الإسكندنافية      | مطار كوبنهاغن، مطار ستوكهولم أرلاندا |
| خطوط ترافل سيرفس الجوية         | موسمي عارض: مطار مرسى علم الدولي، مطار زاكينثوس الدولي ‏ |
| سكاي أب                         | موسمي عارض: مطار أنطاليا، مطار الغردقة الدولي، مطار شرم الشيخ الدولي |
| صن إكسبريس                      | موسمي عارض: مطار أنطاليا |
| الخطوط الجوية الدولية السويسرية | مطار زيورخ الدولي |
| الخطوط الجوية التركية           | مطار إسطنبول الدولي موسمي عارض: مطار أنطاليا |
| ويز للطيران                     | مطار برشلونة الدولي، مطار بوفيه - تيه، مطار دورتموند، مطار آيندهوفن، Kutaisi، مطار لارنكا الدولي، مطار لندن لوتن، مطار مالقة الدولي (تبدأ في 10 يوليو 2023)، مطار مالبينسا، مطار كيفلافيك الدولي، مطار ليوناردو دا فينشي، Sandefjord، مطار بن غوريون الدولي موسمي: Grenoble، مطار نيس كوت دازور، مطار سبليت |

### الشحن
| شركـات طيـران         | الوجهات                                       |
| --------------------- | --------------------------------------------- |
| دي إتش إل للطيران     | مطار لايبزيغ هاله، مطار ريغا الدولي           |
| الخطوط الجوية التركية | مطار إسطنبول الدولي، مطار فاكلاف هافيل الدولي |